# فیات ۲۳۸
فیات ۲۳۸ (Fiat 238) خودرویی است که در سال‌های ۱۹۶۵ تا ۱۹۸۳تولید شده‌است. 
این خودرو در کلاس ون قرار گرفته، طراحی آن خودروهای موتور جلو-محور جلو بوده ‌است. 